# Liste der denkmalgeschützten Objekte in Poprad
Die Liste der denkmalgeschützten Objekte in Poprad enthält die 126 nach slowakischen Denkmalschutzvorschriften geschützten Objekte in der Gemeinde Poprad im Okres Poprad.

## Denkmäler
| Foto |                 | Denkmal / č. ÚZPF                                               | Standort / Konskr. Nr.                                                | Offizielle Beschreibung                                                   | Beschreibung                                                                   | Metadaten                                                                                |
| ---- | --------------- | --------------------------------------------------------------- | --------------------------------------------------------------------- | ------------------------------------------------------------------------- | ------------------------------------------------------------------------------ | ---------------------------------------------------------------------------------------- |
|      | Datei hochladen | Brücke(sk) ObjektID: 706-4492/0                                 | KG: Matejovce Konskr.Nr.: 0                                           | kamenný; kamenný most                                                     | Steinbrücke                                                                    | č. NKP: 706-4492/0 Stand des NKP: 2012-02-08 Name: MOST                                  |
| ja   | Datei hochladen | Aufbahrungskapelle(sk) ObjektID: 706-11255/0                    | KG: Matejovce Konskr.Nr.: 0                                           | rod.Alexyovej; Kaplnka rodiny Alexyovej                                   | der Familie Alexyovej                                                          | č. NKP: 706-11255/0 Stand des NKP: 2012-02-08 Name: KAPLNKA POHREBNÁ                     |
| ja   | Datei hochladen | Kirche(sk) ObjektID: 706-908/1                                  | 44 Standort KG: Matejovce Konskr.Nr.: 1538                            | r.k.sv.Štefana                                                            | römisch-katholische Kirche St. Stephan                                         | č. NKP: 706-908/1 Stand des NKP: 2012-02-08 Name: KOSTOL                                 |
| ja   | Datei hochladen | Glockenturm(sk) ObjektID: 706-908/2                             | Standort KG: Matejovce Konskr.Nr.: 1538                               |                                                                           |                                                                                | č. NKP: 706-908/2 Stand des NKP: 2012-02-08 Name: ZVONICA                                |
| ja   | Datei hochladen | Säule auf Sockel(sk) ObjektID: 706-910/1                        | Matejovské námestie 0 Standort KG: Matejovce Konskr.Nr.: 0            | kameň                                                                     | Stein                                                                          | č. NKP: 706-910/1 Stand des NKP: 2012-02-08 Name: STĹP S PODSTAVCOM                      |
| ja   | Datei hochladen | Statue(sk) ObjektID: 706-910/2                                  | Matejovské námestie 0 Standort KG: Matejovce Konskr.Nr.: 0            | Panna Mária-Immaculata                                                    | Unbefleckte Jungfrau Maria                                                     | č. NKP: 706-910/2 Stand des NKP: 2012-02-08 Name: SOCHA                                  |
| ja   | Datei hochladen | Umzäunung(sk) ObjektID: 706-910/3                               | Matejovské námestie 0 Standort KG: Matejovce Konskr.Nr.: 0            | kameň,železo                                                              | Stein und Eisen                                                                | č. NKP: 706-910/3 Stand des NKP: 2012-02-08 Name: OPLOTENIE                              |
| ja   | Datei hochladen | Denkmal(sk) ObjektID: 706-1390/0                                | Standort KG: Poprad Konskr.Nr.: 0                                     | padlí vojaci sov.armády; pomník pri stanici                               | Gedenkstätte am Bahnhof für die gefallenen sowjetischen Soldaten               | č. NKP: 706-1390/0 Stand des NKP: 2012-02-08 Name: POMNÍK                                |
|      | Datei hochladen | Tor(sk) ObjektID: 706-4491/0                                    | Hviezdoslavova ul. 0 KG: Poprad Konskr.Nr.: 0                         | vstupná; Brána býv.vagónky                                                | Eingangstor, ehem. Wagentor                                                    | č. NKP: 706-4491/0 Stand des NKP: 2012-02-08 Name: BRÁNA                                 |
| ja   | Datei hochladen | Kraftwerk, jetzige Tatranská Galéria(sk) ObjektID: 706-11434/1  | Hviezdoslavova ul. 12 Standort KG: Poprad Konskr.Nr.: 341             | parná                                                                     | Dampfkraftwerk                                                                 | č. NKP: 706-11434/1 Stand des NKP: 2012-02-08 Name: ELEKTRÁREŇ                           |
|      | Datei hochladen | Schornstein(sk) ObjektID: 706-11434/2                           | Hviezdoslavova ul. 12 KG: Poprad Konskr.Nr.: 341                      | tehla                                                                     | Ziegel                                                                         | č. NKP: 706-11434/2 Stand des NKP: 2012-02-08 Name: KOMÍN                                |
| BW   | Datei hochladen | Bürgerhaus(sk) ObjektID: 706-832/0                              | Sv.Egídia nám. 45 Standort KG: Poprad Konskr.Nr.: 20                  | radový,prejazdový                                                         | Reihenhaus, Passage                                                            | č. NKP: 706-832/0 Stand des NKP: 2012-02-08 Name: DOM MEŠTIANSKY                         |
| ja   | Datei hochladen | Kirche(sk) ObjektID: 706-841/0                                  | Sv.Egídia nám. 51 Standort KG: Poprad Konskr.Nr.: 52                  | ev.a.v.; evanjelický kostol                                               | evangelische Kirche                                                            | č. NKP: 706-841/0 Stand des NKP: 2012-02-08 Name: KOSTOL                                 |
| ja   | Datei hochladen | Bürgerhaus(sk) ObjektID: 706-835/0                              | Sv.Egídia nám. 54 Standort KG: Poprad Konskr.Nr.: 53                  | radový,prejazdový                                                         | Reihenhaus, Passage                                                            | č. NKP: 706-835/0 Stand des NKP: 2012-02-08 Name: DOM MEŠTIANSKY                         |
| ja   | Datei hochladen | Bürgerhaus(sk) ObjektID: 706-834/0                              | Sv.Egídia nám. 61 Standort KG: Poprad Konskr.Nr.: 26                  | nárožný,priechodový                                                       | Eckhaus, Passage                                                               | č. NKP: 706-834/0 Stand des NKP: 2012-02-08 Name: DOM MEŠTIANSKY                         |
| BW   | Datei hochladen | Bürgerhaus(sk) ObjektID: 706-837/0                              | Sv.Egídia nám. 62 Standort KG: Poprad Konskr.Nr.: 48                  | radový                                                                    | Reihenhaus                                                                     | č. NKP: 706-837/0 Stand des NKP: 2012-02-08 Name: DOM MEŠTIANSKY                         |
| ja   | Datei hochladen | Kirche(sk) ObjektID: 706-840/1                                  | Sv.Egídia nám. 74 Standort KG: Poprad Konskr.Nr.:                     | r.k.sv.Egídia                                                             | römisch-katholische Kirche St. Egidius                                         | č. NKP: 706-840/1 Stand des NKP: 2012-02-08 Name: KOSTOL                                 |
| ja   | Datei hochladen | Glockenturm(sk) ObjektID: 706-840/2                             | Sv.Egídia nám. 0 Standort KG: Poprad Konskr.Nr.:                      |                                                                           |                                                                                | č. NKP: 706-840/2 Stand des NKP: 2012-02-08 Name: ZVONICA                                |
| ja   | Datei hochladen | Säule auf Sockel(sk) ObjektID: 706-843/1                        | Sv.Egídia nám. 0 Standort KG: Poprad Konskr.Nr.:                      | kameň                                                                     | Stein                                                                          | č. NKP: 706-843/1 Stand des NKP: 2012-02-08 Name: STĹP S PODSTAVCOM                      |
| ja   | Datei hochladen | Statue(sk) ObjektID: 706-843/2                                  | Sv.Egídia nám. 0 Standort KG: Poprad Konskr.Nr.:                      | Panna Mária-Immaculata                                                    | Unbefleckte Jungfrau Maria                                                     | č. NKP: 706-843/2 Stand des NKP: 2012-02-08 Name: SOCHA                                  |
| ja   | Datei hochladen | Umzäunung(sk) ObjektID: 706-843/3                               | Sv.Egídia nám. 0 Standort KG: Poprad Konskr.Nr.:                      | kameň,železo                                                              | Stein und Eisen                                                                | č. NKP: 706-843/3 Stand des NKP: 2012-02-08 Name: OPLOTENIE                              |
| ja   | Datei hochladen | Museum(sk) ObjektID: 706-839/0                                  | Vajanského ul. 4 Standort KG: Poprad Konskr.Nr.: 72                   | solitér; Podtatranské múzeum                                              | Tatra-Museum                                                                   | č. NKP: 706-839/0 Stand des NKP: 2012-02-08 Name: MÚZEUM                                 |
|      | Datei hochladen | MERICA ObjektID: 706-4535/0                                     | KG: Spišská Sobota Konskr.Nr.:                                        | na obilie                                                                 | für Getreide                                                                   | č. NKP: 706-4535/0 Stand des NKP: 2012-02-08 Name: MERICA                                |
|      | Datei hochladen | Grab mit Grabstein(sk) ObjektID: 706-4536/3                     | Cintorín-Sp.Sobota 0 KG: Spišská Sobota Konskr.Nr.:                   | Szász Augustín Dr.; 1859-1947,lekár                                       | Dr. Augustin Szász, Arzt                                                       | č. NKP: 706-4536/3 Stand des NKP: 2012-02-08 Name: HROB S NÁHROBNÍKOM                    |
| ja   | Datei hochladen | Grabstele mit Gitterumzäunung(sk) ObjektID: 706-4536/4          | Cintorín-Sp.Sobota KG: Spišská Sobota Konskr.Nr.:                     | tehla pálená; rod.Krkoska                                                 | der Familie Krkoska, aus gebrannten Ziegeln                                    | č. NKP: 706-4536/4 Stand des NKP: 2012-02-08 Name: NÁHROBOK S MREŽOVOU OHRADOU           |
|      | Datei hochladen | Grabstele mit Gitterumzäunung(sk) ObjektID: 706-4536/5          | Cintorín-Sp.Sobota KG: Spišská Sobota Konskr.Nr.:                     | tehla pálená; rodiny Knieszner a Kuthan                                   | der Familien Knieszner und Kuthan                                              | č. NKP: 706-4536/5 Stand des NKP: 2012-02-08 Name: NÁHROBOK S MREŽOVOU OHRADOU           |
| ja   | Datei hochladen | Grabstele mit Gitterumzäunung(sk) ObjektID: 706-4536/6          | Cintorín-Sp.Sobota KG: Spišská Sobota Konskr.Nr.:                     | tehla pálená; rodina Werner                                               | der Familie Werner aus gebrannten Ziegeln                                      | č. NKP: 706-4536/6 Stand des NKP: 2012-02-08 Name: NÁHROBOK S MREŽOVOU OHRADOU           |
|      | Datei hochladen | Grabstele mit Gitterumzäunung(sk) ObjektID: 706-4536/7          | Cintorín-Sp.Sobota 0 KG: Spišská Sobota Konskr.Nr.:                   | tehla,kameň; rodina Hensch                                                | der Familie Rensch aus Ziegeln und Stein                                       | č. NKP: 706-4536/7 Stand des NKP: 2012-02-08 Name: NÁHROBOK S MREŽOVOU OHRADOU           |
| ja   | Datei hochladen | Grabstele(sk) ObjektID: 706-4536/8                              | Cintorín-Sp.Sobota KG: Spišská Sobota Konskr.Nr.:                     | tehla,kameň; rod.Wallachy                                                 | der Familie Wallachy aus Ziegeln und Stein                                     | č. NKP: 706-4536/8 Stand des NKP: 2012-02-08 Name: NÁHROBOK                              |
|      | Datei hochladen | Grabstele mit Gitterumzäunung(sk) ObjektID: 706-4536/9          | Cintorín-Sp.Sobota KG: Spišská Sobota Konskr.Nr.:                     | tehla pálená; rod.Münnich a Demek                                         | der Familien Münnich und Demek aus gebrannten Ziegeln                          | č. NKP: 706-4536/9 Stand des NKP: 2012-02-08 Name: NÁHROBOK S MREŽOVOU OHRADOU           |
| ja   | Datei hochladen | Grabstein(sk) ObjektID: 706-4536/10                             | Cintorín-Sp.Sobota KG: Spišská Sobota Konskr.Nr.:                     | tehla,kameň; Seifert Adolf                                                | für Adolf Seifert aus Ziegeln und Stein                                        | č. NKP: 706-4536/10 Stand des NKP: 2012-02-08 Name: NÁHROBNÍK                            |
| ja   | Datei hochladen | Grabstele(sk) ObjektID: 706-4536/11                             | Cintorín-Sp.Sobota KG: Spišská Sobota Konskr.Nr.:                     | tehla,kameň; Kraetschmár Viktor                                           | für Viktor Kraetschmár aus Ziegeln und Stein                                   | č. NKP: 706-4536/11 Stand des NKP: 2012-02-08 Name: NÁHROBOK                             |
|      | Datei hochladen | Grabstele mit Gitterumzäunung(sk) ObjektID: 706-4536/12         | Cintorín-Sp.Sobota KG: Spišská Sobota Konskr.Nr.:                     | tehla,kameň; rod.Kern                                                     | der Familie Kern aus Ziegeln und Stein                                         | č. NKP: 706-4536/12 Stand des NKP: 2012-02-08 Name: NÁHROBOK S MREŽOVOU OHRADOU          |
| ja   | Datei hochladen | Grab und Grabstein mit Gitterumzäunung(sk) ObjektID: 706-4536/1 | Cintorín-Spišská Sobota KG: Spišská Sobota Konskr.Nr.:                | Majunke Gedeon; 1854-1921,architekt                                       | für Gedeon Majunke, Architekt                                                  | č. NKP: 706-4536/1 Stand des NKP: 2012-02-08 Name: HROB S NÁHROBNÍKOM A MREŽOVOU OHRADOU |
|      | Datei hochladen | Grab und Grabstein mit Gitterumzäunung(sk) ObjektID: 706-4536/2 | Cintorín-Spišská Sobota KG: Spišská Sobota Konskr.Nr.:                | Reiner Johann Georg; 1800-1872,podnikateľ                                 | für Johann Georg Reiner, Unternehmer                                           | č. NKP: 706-4536/2 Stand des NKP: 2012-02-08 Name: HROB S NÁHROBNÍKOM A MREŽOVOU OHRADOU |
| ja   | Datei hochladen | Bürgerhaus(sk) ObjektID: 706-3126/0                             | Matejovská ul. 2 Standort KG: Spišská Sobota Konskr.Nr.: 1793         | prejazdový,nárožný                                                        | Eckhaus, Passage                                                               | č. NKP: 706-3126/0 Stand des NKP: 2012-02-08 Name: DOM MEŠTIANSKY                        |
| ja   | Datei hochladen | Bürgerhaus(sk) ObjektID: 706-3127/0                             | Matejovská ul. 4 Standort KG: Spišská Sobota Konskr.Nr.: 1794         | priechodový,radový; Penzión Evka                                          | Reihenhaus, Passage, Pension Evka                                              | č. NKP: 706-3127/0 Stand des NKP: 2012-02-08 Name: DOM MEŠTIANSKY                        |
| ja   | Datei hochladen | Bürgerhaus(sk) ObjektID: 706-3128/0                             | Matejovská ul. 6 Standort KG: Spišská Sobota Konskr.Nr.: 1795         | radový                                                                    | Reihenhaus                                                                     | č. NKP: 706-3128/0 Stand des NKP: 2012-02-08 Name: DOM MEŠTIANSKY                        |
| BW   | Datei hochladen | Bürgerhaus(sk) ObjektID: 706-3139/0                             | Pod bránou ul. 2 Standort KG: Spišská Sobota Konskr.Nr.: 1823,1186    | prejazdový,nárožný                                                        | Eckhaus, Passage                                                               | č. NKP: 706-3139/0 Stand des NKP: 2012-02-08 Name: DOM MEŠTIANSKY                        |
| BW   | Datei hochladen | Handwerkerhaus(sk) ObjektID: 706-3138/0                         | Pod bránou ul. 4 Standort KG: Spišská Sobota Konskr.Nr.: 1822         | priechodový,radový; Penz.Barborka,Garbiarsky dom                          | Reihenhaus, Passage, Pension Barborka, Haus Garbiar                            | č. NKP: 706-3138/0 Stand des NKP: 2012-02-08 Name: DOM REMESELNÍCKY                      |
| ja   | Datei hochladen | Bürgerhaus(sk) ObjektID: 706-3121/0                             | Pod bránou ul. 6 Standort KG: Spišská Sobota Konskr.Nr.: 1821         | priechodový,radový                                                        | Reihenhaus, Passage                                                            | č. NKP: 706-3121/0 Stand des NKP: 2012-02-08 Name: DOM MEŠTIANSKY                        |
| ja   | Datei hochladen | Bürgerhaus(sk) ObjektID: 706-3134/0                             | Pod bránou ul. 9 Standort KG: Spišská Sobota Konskr.Nr.: 1816         | priechodový                                                               | Passage                                                                        | č. NKP: 706-3134/0 Stand des NKP: 2012-02-08 Name: DOM MEŠTIANSKY                        |
| BW   | Datei hochladen | Bürgerhaus(sk) ObjektID: 706-3130/0                             | Slavkovská ul. 2 Standort KG: Spišská Sobota Konskr.Nr.: 1791         | prejazdový,radový                                                         | Reihenhaus, Passage                                                            | č. NKP: 706-3130/0 Stand des NKP: 2012-02-08 Name: DOM MEŠTIANSKY                        |
| ja   | Datei hochladen | Säule mit Sockel(sk) ObjektID: 706-1257/1                       | Sobotské nám. Standort KG: Spišská Sobota Konskr.Nr.:                 | kameň; stĺp s podstavcom-originál                                         | Stein, Original                                                                | č. NKP: 706-1257/1 Stand des NKP: 2012-02-08 Name: STĹP S PODSTAVCOM                     |
| ja   | Datei hochladen | Statue(sk) ObjektID: 706-1257/2                                 | Sobotské nám. Standort KG: Spišská Sobota Konskr.Nr.:                 | Panna Mária-Immaculata; socha Immaculaty-originál                         | Unbefleckte Jungfrau Maria, Original                                           | č. NKP: 706-1257/2 Stand des NKP: 2012-02-08 Name: SOCHA                                 |
|      | Datei hochladen | Säule mit Sockel (Kopie)(sk) ObjektID: 706-1257/3               | Sobotské nám. KG: Spišská Sobota Konskr.Nr.:                          | kameň                                                                     | Stein                                                                          | č. NKP: 706-1257/3 Stand des NKP: 2012-02-08 Name: STĹP S PODSTAVCOM-KÓPIA               |
|      | Datei hochladen | Statue (Kopie)(sk) ObjektID: 706-1257/4                         | Sobotské nám. KG: Spišská Sobota Konskr.Nr.:                          | Panna Mária-Immaculata                                                    | Unbefleckte Jungfrau Maria                                                     | č. NKP: 706-1257/4 Stand des NKP: 2012-02-08 Name: SOCHA-KÓPIA                           |
| ja   | Datei hochladen | Denkmal(sk) ObjektID: 706-1417/0                                | Sobotské nám. 0 Standort KG: Spišská Sobota Konskr.Nr.:               | padlí r.1848-49                                                           | für die Opfer des Aufstandes 1848-49                                           | č. NKP: 706-1417/0 Stand des NKP: 2012-02-08 Name: POMNÍK                                |
| ja   | Datei hochladen | Bürgerhaus(sk) ObjektID: 706-3065/0                             | Sobotské nám. 1 Standort KG: Spišská Sobota Konskr.Nr.: 1790          | sieňový,nárožný                                                           | Eckhaus mit Vorhof                                                             | č. NKP: 706-3065/0 Stand des NKP: 2012-02-08 Name: DOM MEŠTIANSKY                        |
| ja   | Datei hochladen | Bürgerhaus(sk) ObjektID: 706-3132/0                             | Sobotské nám. 2 Standort KG: Spišská Sobota Konskr.Nr.: 1728          | priechodový,nárožný                                                       | Eckhaus, Passage                                                               | č. NKP: 706-3132/0 Stand des NKP: 2012-02-08 Name: DOM MEŠTIANSKY                        |
| ja   | Datei hochladen | Bürgerhaus(sk) ObjektID: 706-3066/0                             | Sobotské nám. 3 Standort KG: Spišská Sobota Konskr.Nr.: 1787          | sieňový,radový                                                            | Reihenhaus mit Vorhof                                                          | č. NKP: 706-3066/0 Stand des NKP: 2012-02-08 Name: DOM MEŠTIANSKY                        |
| ja   | Datei hochladen | Bürgerhaus(sk) ObjektID: 706-3120/0                             | Sobotské nám. 4 Standort KG: Spišská Sobota Konskr.Nr.: 1729,4883     | prejazdový,nárožný; Podtatranské osvet.stredisko                          | Eckhaus, Passage, Tatra-Zentrum                                                | č. NKP: 706-3120/0 Stand des NKP: 2012-02-08 Name: DOM MEŠTIANSKY                        |
| ja   | Datei hochladen | Pfarrhof(sk) ObjektID: 706-3069/0                               | Sobotské nám. 5 Standort KG: Spišská Sobota Konskr.Nr.: 1789          | r.k.; fara                                                                | römisch-katholische Pfarrei                                                    | č. NKP: 706-3069/0 Stand des NKP: 2012-02-08 Name: FARA                                  |
| ja   | Datei hochladen | Bürgerhaus(sk) ObjektID: 706-3119/0                             | Sobotské nám. 6 Standort KG: Spišská Sobota Konskr.Nr.: 1730,4732     | prejazdový,radový; Penzión,reštaurácia Sabato                             | Eckhaus, Passage, Pension, Restaurant Sabato                                   | č. NKP: 706-3119/0 Stand des NKP: 2012-02-08 Name: DOM MEŠTIANSKY                        |
| ja   | Datei hochladen | Bürgerhaus(sk) ObjektID: 706-3067/0                             | Sobotské nám. 7 Standort KG: Spišská Sobota Konskr.Nr.: 1786          | priechodový,radový                                                        | Reihenhaus, Passage                                                            | č. NKP: 706-3067/0 Stand des NKP: 2012-02-08 Name: DOM MEŠTIANSKY                        |
| ja   | Datei hochladen | Bürgerhaus(sk) ObjektID: 706-3068/0                             | Sobotské nám. 9 Standort KG: Spišská Sobota Konskr.Nr.: 1785          | priechodový,radový                                                        | Reihenhaus, Passage                                                            | č. NKP: 706-3068/0 Stand des NKP: 2012-02-08 Name: DOM MEŠTIANSKY                        |
| ja   | Datei hochladen | Bürgerhaus(sk) ObjektID: 706-3118/0                             | Sobotské nám. 10 Standort KG: Spišská Sobota Konskr.Nr.: 1732         | prejazdový,radový                                                         | Reihenhaus, Passage                                                            | č. NKP: 706-3118/0 Stand des NKP: 2012-02-08 Name: DOM MEŠTIANSKY                        |
| ja   | Datei hochladen | Kirche(sk) Georgskirche ObjektID: 706-3062/0                    | Sobotské nám. 11 Standort KG: Spišská Sobota Konskr.Nr.: 1784         | r.k.sv.Juraja; farský kostol sv.Juraja                                    | römisch-katholische Pfarrkirche St. Georg                                      | č. NKP: 706-3062/0 Stand des NKP: 2012-02-08 Name: KOSTOL                                |
| ja   | Datei hochladen | Glockenturm(sk) ObjektID: 706-3063/0                            | Sobotské nám. 0 Standort KG: Spišská Sobota Konskr.Nr.:               | murovaná; zvonica                                                         | Ziegel                                                                         | č. NKP: 706-3063/0 Stand des NKP: 2012-02-08 Name: ZVONICA                               |
| ja   | Datei hochladen | Bürgerhaus(sk) ObjektID: 706-3131/0                             | Sobotské nám. 12 Standort KG: Spišská Sobota Konskr.Nr.: 1733         | radový,prejazdový                                                         | Reihenhaus, Passage                                                            | č. NKP: 706-3131/0 Stand des NKP: 2012-02-08 Name: DOM MEŠTIANSKY                        |
| ja   | Datei hochladen | Bürgerhaus(sk) ObjektID: 706-3117/0                             | Sobotské nám. 14 Standort KG: Spišská Sobota Konskr.Nr.: 1734         | prejazdový,nárožný                                                        | Eckhaus, Passage                                                               | č. NKP: 706-3117/0 Stand des NKP: 2012-02-08 Name: DOM MEŠTIANSKY                        |
| ja   | Datei hochladen | Bürgerhaus(sk) ObjektID: 706-3070/0                             | Sobotské nám. 15 Standort KG: Spišská Sobota Konskr.Nr.: 1783         | prejazdový,radový                                                         | Reihenhaus, Passage                                                            | č. NKP: 706-3070/0 Stand des NKP: 2012-02-08 Name: DOM MEŠTIANSKY                        |
| ja   | Datei hochladen | Bürgerhaus(sk) ObjektID: 706-3116/0                             | Sobotské nám. 16 Standort KG: Spišská Sobota Konskr.Nr.: 1735         | prejazdový,nárožný                                                        | Eckhaus, Passage                                                               | č. NKP: 706-3116/0 Stand des NKP: 2012-02-08 Name: DOM MEŠTIANSKY                        |
| ja   | Datei hochladen | Bürgerhaus(sk) ObjektID: 706-3071/0                             | Sobotské nám. 17 Standort KG: Spišská Sobota Konskr.Nr.: 1782         | prejazdový,radový                                                         | Reihenhaus, Passage                                                            | č. NKP: 706-3071/0 Stand des NKP: 2012-02-08 Name: DOM MEŠTIANSKY                        |
| ja   | Datei hochladen | Bürgerhaus(sk) ObjektID: 706-3115/0                             | Sobotské nám. 18 Standort KG: Spišská Sobota Konskr.Nr.: 1736         | prejazdový,radový                                                         | Reihenhaus, Passage                                                            | č. NKP: 706-3115/0 Stand des NKP: 2012-02-08 Name: DOM MEŠTIANSKY                        |
| ja   | Datei hochladen | Bürgerhaus(sk) ObjektID: 706-3072/0                             | Sobotské nám. 19 Standort KG: Spišská Sobota Konskr.Nr.: 1781         | prejazdový,radový                                                         | Reihenhaus, Passage                                                            | č. NKP: 706-3072/0 Stand des NKP: 2012-02-08 Name: DOM MEŠTIANSKY                        |
| ja   | Datei hochladen | Bürgerhaus(sk) ObjektID: 706-3114/0                             | Sobotské nám. 20 Standort KG: Spišská Sobota Konskr.Nr.: 1737         | prejazdový,nárožný; Okresný archív                                        | Eckhaus, Passage, Landesarchiv                                                 | č. NKP: 706-3114/0 Stand des NKP: 2012-02-08 Name: DOM MEŠTIANSKY                        |
| ja   | Datei hochladen | Bürgerhaus(sk) ObjektID: 706-3073/0                             | Sobotské nám. 21 Standort KG: Spišská Sobota Konskr.Nr.: 1780         | prejazdový,radový                                                         | Reihenhaus, Passage                                                            | č. NKP: 706-3073/0 Stand des NKP: 2012-02-08 Name: DOM MEŠTIANSKY                        |
| ja   | Datei hochladen | Bürgerhaus(sk) ObjektID: 706-3112/0                             | Sobotské nám. 22 Standort KG: Spišská Sobota Konskr.Nr.: 1738         | sieňový,nárožný                                                           | Eckhaus mit Vorhof                                                             | č. NKP: 706-3112/0 Stand des NKP: 2012-02-08 Name: DOM MEŠTIANSKY                        |
| BW   | Datei hochladen | Bürgerhaus(sk) ObjektID: 706-3074/0                             | Sobotské nám. 23 Standort KG: Spišská Sobota Konskr.Nr.: 1779         | prejazdový,radový; penzión Atrium                                         | Reihenhaus, Passage, Pension Atrium                                            | č. NKP: 706-3074/0 Stand des NKP: 2012-02-08 Name: DOM MEŠTIANSKY                        |
| ja   | Datei hochladen | Bürgerhaus(sk) ObjektID: 706-3111/0                             | Sobotské nám. 24 Standort KG: Spišská Sobota Konskr.Nr.: 1739         | prejazdový,radový; knižnica                                               | Reihenhaus, Passage, Bibliothek                                                | č. NKP: 706-3111/0 Stand des NKP: 2012-02-08 Name: DOM MEŠTIANSKY                        |
| ja   | Datei hochladen | Bürgerhaus(sk) ObjektID: 706-3110/1                             | Sobotské nám. 26-28 Standort KG: Spišská Sobota Konskr.Nr.: 1740,1741 | prejazdový,radový; Metodické centrum                                      | Reihenhaus, Passage, Methodisches Zentrum                                      | č. NKP: 706-3110/1 Stand des NKP: 2012-02-08 Name: DOM MEŠTIANSKY                        |
| ja   | Datei hochladen | Gedenktafel(sk) ObjektID: 706-3110/2                            | Sobotské nám. 26 Standort KG: Spišská Sobota Konskr.Nr.: 1740         | Brokoff Ján; 1652-1718,sochár,rezbár                                      | für Johann Brokoff (1652–1718), Bildhauer, Schnitzer                           | č. NKP: 706-3110/2 Stand des NKP: 2012-02-08 Name: TABUĽA PAMÄTNÁ                        |
| BW   | Datei hochladen | Bürgerhaus(sk) ObjektID: 706-3075/0                             | Sobotské nám. 27 Standort KG: Spišská Sobota Konskr.Nr.: 1776         | prejazdový,radový                                                         | Reihenhaus, Passage                                                            | č. NKP: 706-3075/0 Stand des NKP: 2012-02-08 Name: DOM MEŠTIANSKY                        |
| ja   | Datei hochladen | Bürgerhaus(sk) ObjektID: 706-3076/0                             | Sobotské nám. 29 Standort KG: Spišská Sobota Konskr.Nr.: 1775         | prejazdový,radový; penzión,reštaurácia sv.Juraj                           | Reihenhaus, Passage, Pension, Restaurant St. Georg                             | č. NKP: 706-3076/0 Stand des NKP: 2012-02-08 Name: DOM MEŠTIANSKY                        |
| ja   | Datei hochladen | Bürgerhaus(sk) ObjektID: 706-3077/0                             | Sobotské nám. 31 Standort KG: Spišská Sobota Konskr.Nr.: 1774         | prejazdový,radový                                                         | Reihenhaus, Passage                                                            | č. NKP: 706-3077/0 Stand des NKP: 2012-02-08 Name: DOM MEŠTIANSKY                        |
| BW   | Datei hochladen | Bürgerhaus(sk) ObjektID: 706-3109/0                             | Sobotské nám. 32 Standort KG: Spišská Sobota Konskr.Nr.: 1742         | prejazdový,nárožný                                                        | Eckhaus, Passage                                                               | č. NKP: 706-3109/0 Stand des NKP: 2012-02-08 Name: DOM MEŠTIANSKY                        |
| ja   | Datei hochladen | Bürgerhaus(sk) ObjektID: 706-3078/0                             | Sobotské nám. 33 Standort KG: Spišská Sobota Konskr.Nr.: 1773         | prejazdový,radový; Múzeum                                                 | Reihenhaus, Passage, Museum                                                    | č. NKP: 706-3078/0 Stand des NKP: 2012-02-08 Name: DOM MEŠTIANSKY                        |
| ja   | Datei hochladen | Rathaus(sk) ObjektID: 706-3113/0                                | Sobotské nám. 34 Standort KG: Spišská Sobota Konskr.Nr.: 1778         | solitér; Bývalý Mestský dom                                               | ehem. Rathaus                                                                  | č. NKP: 706-3113/0 Stand des NKP: 2012-02-08 Name: RADNICA                               |
| ja   | Datei hochladen | Bürgerhaus(sk) ObjektID: 706-3079/0                             | Sobotské nám. 35 Standort KG: Spišská Sobota Konskr.Nr.: 1772         | prejazdový,radový                                                         | Reihenhaus, Passage                                                            | č. NKP: 706-3079/0 Stand des NKP: 2012-02-08 Name: DOM MEŠTIANSKY                        |
| ja   | Datei hochladen | Bürgerhaus(sk) ObjektID: 706-3106/0                             | Sobotské nám. 36 Standort KG: Spišská Sobota Konskr.Nr.: 1744         | prejazdový,radový; Obvod.MÚ Poprad,Pošta                                  | Reihenhaus, Passage, Post, ?                                                   | č. NKP: 706-3106/0 Stand des NKP: 2012-02-08 Name: DOM MEŠTIANSKY                        |
| ja   | Datei hochladen | Bürgerhaus(sk) ObjektID: 706-3107/0                             | Sobotské nám. 36 Standort KG: Spišská Sobota Konskr.Nr.: 1744         |                                                                           |                                                                                | č. NKP: 706-3107/0 Stand des NKP: 2012-02-08 Name: DOM MEŠTIANSKY                        |
| ja   | Datei hochladen | Bürgerhaus(sk) ObjektID: 706-3080/0                             | Sobotské nám. 37 Standort KG: Spišská Sobota Konskr.Nr.: 1771         | prejazdový,radový                                                         | Reihenhaus, Passage                                                            | č. NKP: 706-3080/0 Stand des NKP: 2012-02-08 Name: DOM MEŠTIANSKY                        |
| ja   | Datei hochladen | Bürgerhaus(sk) ObjektID: 706-3108/0                             | Sobotské nám. 38 Standort KG: Spišská Sobota Konskr.Nr.: 1743         | prejazdový,radový; penzión Apropo,kláštor                                 | Reihenhaus, Passage, Pension Apropo, Kloster                                   | č. NKP: 706-3108/0 Stand des NKP: 2012-02-08 Name: DOM MEŠTIANSKY                        |
| ja   | Datei hochladen | Bürgerhaus(sk) ObjektID: 706-3081/0                             | Sobotské nám. 39 Standort KG: Spišská Sobota Konskr.Nr.: 1770         | prejazdový,radový                                                         | Reihenhaus, Passage                                                            | č. NKP: 706-3081/0 Stand des NKP: 2012-02-08 Name: DOM MEŠTIANSKY                        |
| BW   | Datei hochladen | Bürgerhaus(sk) ObjektID: 706-3105/0                             | Sobotské nám. 40 Standort KG: Spišská Sobota Konskr.Nr.: 1745         | prejazdový,radový                                                         | Reihenhaus, Passage                                                            | č. NKP: 706-3105/0 Stand des NKP: 2012-02-08 Name: DOM MEŠTIANSKY                        |
| BW   | Datei hochladen | Bürgerhaus(sk) ObjektID: 706-3082/0                             | Sobotské nám. 41 Standort KG: Spišská Sobota Konskr.Nr.: 1769         | priechodový,radový                                                        | Reihenhaus, Passage                                                            | č. NKP: 706-3082/0 Stand des NKP: 2012-02-08 Name: DOM MEŠTIANSKY                        |
| ja   | Datei hochladen | Bürgerhaus(sk) ObjektID: 706-3104/0                             | Sobotské nám. 42 Standort KG: Spišská Sobota Konskr.Nr.: 1746         | prejazdový,radový                                                         | Reihenhaus, Passage                                                            | č. NKP: 706-3104/0 Stand des NKP: 2012-02-08 Name: DOM MEŠTIANSKY                        |
| BW   | Datei hochladen | Bürgerhaus(sk) ObjektID: 706-3083/0                             | Sobotské nám. 43 Standort KG: Spišská Sobota Konskr.Nr.: 1768         | prejazdový,radový; Penzión Fortuna                                        | Reihenhaus, Passage, Pension Fortuna                                           | č. NKP: 706-3083/0 Stand des NKP: 2012-02-08 Name: DOM MEŠTIANSKY                        |
| ja   | Datei hochladen | Bürgerhaus(sk) ObjektID: 706-3103/0                             | Sobotské nám. 44 Standort KG: Spišská Sobota Konskr.Nr.: 1747         | prejazdový,radový                                                         | Reihenhaus, Passage                                                            | č. NKP: 706-3103/0 Stand des NKP: 2012-02-08 Name: DOM MEŠTIANSKY                        |
| ja   | Datei hochladen | Bürgerhaus(sk) ObjektID: 706-3084/0                             | Sobotské nám. 45 Standort KG: Spišská Sobota Konskr.Nr.: 1767         | prejazdový,radový; Pamätnik: Tíbor Szekely, 1912-88,spisovateľ,cestovateľ | Reihenhaus, Passage, Gedenkstätte für Tibor Szekely, Schriftsteller, Reisender | č. NKP: 706-3084/0 Stand des NKP: 2012-02-08 Name: DOM MEŠTIANSKY                        |
| ja   | Datei hochladen | Bürgerhaus(sk) ObjektID: 706-3102/0                             | Sobotské nám. 46 Standort KG: Spišská Sobota Konskr.Nr.: 1748         | prejazdový,radový                                                         | Reihenhaus, Passage                                                            | č. NKP: 706-3102/0 Stand des NKP: 2012-02-08 Name: DOM MEŠTIANSKY                        |
| BW   | Datei hochladen | Bürgerhaus(sk) ObjektID: 706-3085/0                             | Sobotské nám. 47 Standort KG: Spišská Sobota Konskr.Nr.: 1766         | prejazdový,radový                                                         | Reihenhaus, Passage                                                            | č. NKP: 706-3085/0 Stand des NKP: 2012-02-08 Name: DOM MEŠTIANSKY                        |
| ja   | Datei hochladen | Bürgerhaus(sk) ObjektID: 706-3101/0                             | Sobotské nám. 48 Standort KG: Spišská Sobota Konskr.Nr.: 1749         | prejazdový,radový                                                         | Reihenhaus, Passage                                                            | č. NKP: 706-3101/0 Stand des NKP: 2012-02-08 Name: DOM MEŠTIANSKY                        |
| ja   | Datei hochladen | Bürgerhaus(sk) ObjektID: 706-3086/0                             | Sobotské nám. 49 Standort KG: Spišská Sobota Konskr.Nr.: 1765         | prejazdový,radový; Červený kríž                                           | Reihenhaus, Passage, Rotes Kreuz                                               | č. NKP: 706-3086/0 Stand des NKP: 2012-02-08 Name: DOM MEŠTIANSKY                        |
| ja   | Datei hochladen | Bürgerhaus(sk) ObjektID: 706-3100/0                             | Sobotské nám. 50 Standort KG: Spišská Sobota Konskr.Nr.: 1750         | prejazdový,radový                                                         | Reihenhaus, Passage                                                            | č. NKP: 706-3100/0 Stand des NKP: 2012-02-08 Name: DOM MEŠTIANSKY                        |
| ja   | Datei hochladen | Bürgerhaus(sk) ObjektID: 706-3087/0                             | Sobotské nám. 51 Standort KG: Spišská Sobota Konskr.Nr.: 1764         | prejazdový,radový                                                         | Reihenhaus, Passage                                                            | č. NKP: 706-3087/0 Stand des NKP: 2012-02-08 Name: DOM MEŠTIANSKY                        |
| ja   | Datei hochladen | Bürgerhaus(sk) ObjektID: 706-3099/0                             | Sobotské nám. 52 Standort KG: Spišská Sobota Konskr.Nr.: 1751         | priechodový,radový                                                        | Reihenhaus, Passage                                                            | č. NKP: 706-3099/0 Stand des NKP: 2012-02-08 Name: DOM MEŠTIANSKY                        |
| ja   | Datei hochladen | Bürgerhaus(sk) ObjektID: 706-3088/0                             | Sobotské nám. 53 Standort KG: Spišská Sobota Konskr.Nr.: 1763         | prejazdový,radový                                                         | Reihenhaus, Passage                                                            | č. NKP: 706-3088/0 Stand des NKP: 2012-02-08 Name: DOM MEŠTIANSKY                        |
| ja   | Datei hochladen | Bürgerhaus(sk) ObjektID: 706-3098/0                             | Sobotské nám. 54 Standort KG: Spišská Sobota Konskr.Nr.: 1752         | priechodový,radový                                                        | Reihenhaus, Passage                                                            | č. NKP: 706-3098/0 Stand des NKP: 2012-02-08 Name: DOM MEŠTIANSKY                        |
| ja   | Datei hochladen | Schule(sk) ObjektID: 706-3089/0                                 | Sobotské nám. 55 Standort KG: Spišská Sobota Konskr.Nr.: 1762         | chodbový,nárožný; materská škola                                          | Winkel-Eckhaus, Grundschule                                                    | č. NKP: 706-3089/0 Stand des NKP: 2012-02-08 Name: ŠKOLA                                 |
| ja   | Datei hochladen | Bürgerhaus(sk) ObjektID: 706-3097/0                             | Sobotské nám. 56 Standort KG: Spišská Sobota Konskr.Nr.: 1753         | priechodový,radový                                                        | Reihenhaus, Passage                                                            | č. NKP: 706-3097/0 Stand des NKP: 2012-02-08 Name: DOM MEŠTIANSKY                        |
| ja   | Datei hochladen | evangelische Kirche(sk) ObjektID: 706-3061/0                    | Sobotské nám. 57 Standort KG: Spišská Sobota Konskr.Nr.: 1761         | ev.a.v.; evanjelický ksotol                                               | evangelische Kirche                                                            | č. NKP: 706-3061/0 Stand des NKP: 2012-02-08 Name: KOSTOL                                |
| ja   | Datei hochladen | Bürgerhaus(sk) ObjektID: 706-3096/0                             | Sobotské nám. 58 Standort KG: Spišská Sobota Konskr.Nr.: 1754         | prejazdový,radový                                                         | Reihenhaus, Passage                                                            | č. NKP: 706-3096/0 Stand des NKP: 2012-02-08 Name: DOM MEŠTIANSKY                        |
| ja   | Datei hochladen | Bürgerhaus(sk) ObjektID: 706-3095/0                             | Sobotské nám. 60 Standort KG: Spišská Sobota Konskr.Nr.: 1755         | prejazdový,radový                                                         | Reihenhaus, Passage                                                            | č. NKP: 706-3095/0 Stand des NKP: 2012-02-08 Name: DOM MEŠTIANSKY                        |
| ja   | Datei hochladen | Bürgerhaus(sk) ObjektID: 706-3094/0                             | Sobotské nám. 62 Standort KG: Spišská Sobota Konskr.Nr.: 1756         | prejazdový,radový                                                         | Reihenhaus, Passage                                                            | č. NKP: 706-3094/0 Stand des NKP: 2012-02-08 Name: DOM MEŠTIANSKY                        |
| ja   | Datei hochladen | Bürgerhaus(sk) ObjektID: 706-3093/0                             | Sobotské nám. 64 Standort KG: Spišská Sobota Konskr.Nr.: 1757         | prejazdový,radový                                                         | Reihenhaus, Passage                                                            | č. NKP: 706-3093/0 Stand des NKP: 2012-02-08 Name: DOM MEŠTIANSKY                        |
| ja   | Datei hochladen | Bürgerhaus(sk) ObjektID: 706-3092/0                             | Sobotské nám. 66 Standort KG: Spišská Sobota Konskr.Nr.: 1758         | prejazdový,radový                                                         | Reihenhaus, Passage                                                            | č. NKP: 706-3092/0 Stand des NKP: 2012-02-08 Name: DOM MEŠTIANSKY                        |
| ja   | Datei hochladen | Bürgerhaus(sk) ObjektID: 706-3091/0                             | Sobotské nám. 68 Standort KG: Spišská Sobota Konskr.Nr.: 1759         | prejazdový,radový                                                         | Reihenhaus, Passage                                                            | č. NKP: 706-3091/0 Stand des NKP: 2012-02-08 Name: DOM MEŠTIANSKY                        |
| ja   | Datei hochladen | Bürgerhaus(sk) ObjektID: 706-3090/0                             | Sobotské nám. 70 Standort KG: Spišská Sobota Konskr.Nr.: 1760         | prejazdový,nárožný                                                        | Reihenhaus, Passage                                                            | č. NKP: 706-3090/0 Stand des NKP: 2012-02-08 Name: DOM MEŠTIANSKY                        |
| ja   | Datei hochladen | Kirche(sk) ObjektID: 706-844/0                                  | 7 Standort KG: Stráže pod Tatrami Konskr.Nr.: 541                     | r.k.sv.Jána Krstiteľa                                                     | römisch-katholische Kirche St. Johannes der Täufer                             | č. NKP: 706-844/0 Stand des NKP: 2012-02-08 Name: KOSTOL                                 |
|      | Datei hochladen | Säule auf Sockel(sk) ObjektID: 706-845/1                        | Strážské námestie KG: Stráže pod Tatrami Konskr.Nr.:                  | kameň                                                                     | Stein                                                                          | č. NKP: 706-845/1 Stand des NKP: 2012-02-08 Name: STĹP S PODSTAVCOM                      |
|      | Datei hochladen | Statue(sk) ObjektID: 706-845/2                                  | Strážské námestie KG: Stráže pod Tatrami Konskr.Nr.:                  | Panna Mária-Immaculata                                                    | Unbefleckte Jungfrau Maria                                                     | č. NKP: 706-845/2 Stand des NKP: 2012-02-08 Name: SOCHA                                  |
|      | Datei hochladen | Umzäunung(sk) ObjektID: 706-845/3                               | Strážské námestie KG: Stráže pod Tatrami Konskr.Nr.:                  | kameň,železo                                                              | Stein und Eisen                                                                | č. NKP: 706-845/3 Stand des NKP: 2012-02-08 Name: OPLOTENIE                              |
| BW   | Datei hochladen | Denkmal(sk) ObjektID: 706-4496/0                                | Standort KG: Veľká Konskr.Nr.:                                        | SNP; pomník na letisku                                                    | für den Nationalaufstand, Denkmal auf dem Flughafen                            | č. NKP: 706-4496/0 Stand des NKP: 2012-02-08 Name: POMNÍK                                |
| BW   | Datei hochladen | Bürgerhaus(sk) ObjektID: 706-850/0                              | Kollárova ul. 7 Standort KG: Veľká Konskr.Nr.: 1118                   | radový,prejazdový                                                         | Reihenhaus, Passage                                                            | č. NKP: 706-850/0 Stand des NKP: 2012-02-08 Name: DOM MEŠTIANSKY                         |
| ja   | Datei hochladen | Säule mit Sockel(sk) ObjektID: 706-857/1                        | Scherffelova ul. Standort KG: Veľká Konskr.Nr.:                       | kameň; podstavec s oplotením                                              | Stein, im Zaun                                                                 | č. NKP: 706-857/1 Stand des NKP: 2012-02-08 Name: STĹP S PODSTAVCOM                      |
| ja   | Datei hochladen | Statue(sk) ObjektID: 706-857/2                                  | Scherffelova ul. Standort KG: Veľká Konskr.Nr.:                       | Panna Mária-Immaculata; Immaculata                                        | Unbefleckte Jungfrau Maria                                                     | č. NKP: 706-857/2 Stand des NKP: 2012-02-08 Name: SOCHA                                  |
| ja   | Datei hochladen | Bürgerhaus(sk) ObjektID: 706-854/0                              | Scherffelova ul. 8 Standort KG: Veľká Konskr.Nr.: 1374                | radový,prejazdový                                                         | Reihenhaus, Passage                                                            | č. NKP: 706-854/0 Stand des NKP: 2012-02-08 Name: DOM MEŠTIANSKY                         |
| ja   | Datei hochladen | Kirche(sk) ObjektID: 706-856/0                                  | Scherffelova ul. 1307 Standort KG: Veľká Konskr.Nr.: 1307             | r.k.sv.Jána Evanjelistu; kostol sv.Jána Evanjelistu                       | römisch-katholische Kirche St. Johannes der Evangelist                         | č. NKP: 706-856/0 Stand des NKP: 2012-02-08 Name: KOSTOL                                 |
| BW   | Datei hochladen | Bürgerhaus(sk) ObjektID: 706-848/0                              | Teplická ul. 2 Standort KG: Veľká Konskr.Nr.: 2196                    | nárožný,prejazdový; stará piváreň                                         | Eckhaus, Passage, Alte Kneipe                                                  | č. NKP: 706-848/0 Stand des NKP: 2012-02-08 Name: DOM MEŠTIANSKY                         |
| ja   | Datei hochladen | Bürgerhaus(sk) ObjektID: 706-849/0                              | Teplická ul. 7 Standort KG: Veľká Konskr.Nr.: 2158                    | radový,prejazdový                                                         | Reihenhaus, Passage                                                            | č. NKP: 706-849/0 Stand des NKP: 2012-02-08 Name: DOM MEŠTIANSKY                         |
| ja   | Datei hochladen | Kirche(sk) ObjektID: 706-855/0                                  | Tranovského ul. 8 Standort KG: Veľká Konskr.Nr.: 1284                 | ev.a.v.                                                                   | evangelische Kirche                                                            | č. NKP: 706-855/0 Stand des NKP: 2012-02-08 Name: KOSTOL                                 |
| ja   | Datei hochladen | Pfarrhof(sk) ObjektID: 706-853/0                                | Velické nám. 1 Standort KG: Veľká Konskr.Nr.: 1171                    | solitér                                                                   |                                                                                | č. NKP: 706-853/0 Stand des NKP: 2012-02-08 Name: FARA                                   |
| BW   | Datei hochladen | Bürgerhaus(sk) ObjektID: 706-852/0                              | Velické nám. 11 Standort KG: Veľká Konskr.Nr.: 1176                   | radový,prejazdový                                                         | Reihenhaus, Passage                                                            | č. NKP: 706-852/0 Stand des NKP: 2012-02-08 Name: DOM MEŠTIANSKY                         |
| ja   | Datei hochladen | Bürgerhaus(sk) ObjektID: 706-851/0                              | Velické nám. 23 Standort KG: Veľká Konskr.Nr.: 1182                   | radový,prejazdový                                                         | Reihenhaus, Passage                                                            | č. NKP: 706-851/0 Stand des NKP: 2012-02-08 Name: DOM MEŠTIANSKY                         |

## Legende
Die Tabelle enthält im Einzelnen folgende Informationen:
| Foto:                    | Fotografie des Denkmals. |
| Denkmal / č. ÚZPF:       | Die Übersetzung der Bezeichnung des Denkmals, wie sie vom Slowakischen Denkmalamt (Pamiatkový úrad Slovenskej republiky) verwendet wird. Die Originalbezeichnung ist unter dem Fragezeichen angegeben. Fehlt die Übersetzung, so wird die Originalbezeichnung direkt angezeigt. Weiters ist die Objekt-Identifikationsnummer (Objekt ID) angeführt. Sie ist die offizielle, in der Slowakei eindeutige Nummer č. ÚZPF inklusive der zugehörigen Zählnummer, wie sie in den Daten des Denkmalamtes angegeben wird. Da diese nur innerhalb eines Landkreises gezählt wird, ist dessen Nummer der Denkmalnummer vorangestellt. |
| Standort:                | Wenn in der Liste vorhanden, ist die Adresse angegeben. In Klammern kann sich noch eine zusätzliche Adresse befinden, wenn es beispielsweise ein Eckhaus ist. Bei freistehenden Objekten ohne Adresse (zum Beispiel bei Bildstöcken) ist eine Adresse angegeben, die in der Nähe des Objekts liegt. Durch Aufruf des Links Standort wird die Lage des Denkmals in verschiedenen Kartenprojekten angezeigt. Darunter sind die Katastralgemeinde (KG) und, wenn vorhanden, die Konskriptionsnummer (Konskr. Nr.) angegeben.                                                                                                   |
| Offizielle Beschreibung: | Es ist die Kurzbeschreibung auf Slowakisch, wie sie in den offiziellen Listen angegeben ist, eingetragen. |
| Beschreibung:            | Kurze Angaben zum Denkmal auf Deutsch. |
| Metadaten:               | Zusätzlich werden, wenn in den persönlichen Einstellungen das Helferlein Dauerhaftes Einblenden von Metadaten aktiviert ist, ebensolche angezeigt. |

- Karte mit allen Koordinaten:
- OSM |
- WikiMap